# Georg Anton Krohg (publicist)
 Der er flere personer med dette navn, se Georg Anton Krohg.
Georg Anton Krohg (født 13. marts 1817 i Munkvold, død 13. april 1873 i Kristiania) var en norsk publicist, søn af Christian Krohg, far til Christian Krohg.
Krohg blev student 1835, cand. jur. 1842, kopist i Finansdepartementet 1844 og ved dettes deling 1846 i det ny Indredepartement, hvor han blev fuldmægtig 1857. Trods denne beskedne karriere hørte Kroghs navn i samtiden til de mest kendte i alle nordiske riger. Hans liv var fyldt af åndelige interesser, hans kæreste sysselsættelse var studiet — også i kildeskrifterne — af de nordiske rigers historie og sprog ved siden af den gamle græske litteratur og hans samtids politiske historie.
Hans liv og virken var beherskede af en begejstret tro på skandinavismens idé. Nordens enhed i enhver retning, også politisk-dynastisk, var emne eller formål for hele hans 30 års journalistiske forfatterskab, og i denne idés tjeneste ofrede han ikke blot sin pen, men gav også sin personlige indsats, idet han straks ved krigens udbrud 1848 gik som frivillig til Danmark, hvor han en tid stod som menig i 10. lette bataillon, senere var bereden ordonnans hos general Schleppegrell. 
Hans journalistiske arbejde i en mængde norske blade (1846—47 i Den Constitutionelle, 1847—51 i Rigstidenden, fra 1856 af udelukkende i Aftenbladet) var bygget på sjældne kundskaber og båret af den ham beherskende tro, men hans artikler var ikke letlæste eller underholdende, og hans sprog blev med årene mere og mere et for ham ganske ejendommeligt "nordisk Maalstræv". Så længe Nordisk Universitets Tidsskrift udkom, (1854—65), var han dets norske redaktør, og på lignende måde var han medarbejder af Hamiltons Nordisk Tidskrift 1866 ff. 
Et udvalg af Islandske Folkesagn, som han udgav 1862 i Oversettelse og Samendrag efter Arnason, Maurer o. fl., fik liden udbredelse, for en stor del pga. sprogformen. Den samme hindring lagde han i vejen for læsernes lette tilegnelse af de Nygræske Folkesange, han oversatte i tidsskriften Norden. Fra Danmark, hvor han havde en stor kreds af venner — hans nærmeste var Carl Ploug og historikeren Allen — hentede han 1848 også sin hustru, en præstedatter fra Møen. På den store idealists grav rejste venner 1881 en bautasten med indskriften: "Tro imod Norden, sit Folk og sin Gud".